# ○本的住人
《○本的住人》（○本の住人）是kashmir的四格漫畫作品。2004年11月號至2015年12月號在《Manga Time Kirara MAX》連載。出版七本單行本。本作每回六頁的四格漫畫，特徵是可愛的畫風和有問題的劇情和台詞。另外，本作登場人物「典子」和「小T」在作者的另一作品《百合星人奈緒子美眉》第14話有出來串場。

## 登場人物

### 蓼科家
蓼科 典子
擔任本作主角的小女孩，4年3班班級委員。雙親在幾年前過世，現在和哥哥蓼科泉一起住在祖父經營的公寓。家事和家計管理的很仔細，卻因為有個浪費的哥哥而過著困苦的日子。外表特徵為圓形無框眼鏡與短髮（認為自己近視是因為書看太多的關係）。表面上看起來討厭浪費的宅男哥哥，但也有喜歡哥哥的一面。不擅長運動，討厭運動會和體育課。
蓼科 泉
典子的哥哥，童話作家。因作品中充斥著太過牽強的劇情走向、莫名其妙的結局以及危險的劇情，總是紅不起來而且又常收到一大堆的抱怨信函。興趣是模型、食玩與動畫鑑賞，經常大量消費到壓迫生活費的程度而被典子責罵。作品經常拖到截稿日。儘管是個沒用的人，卻非常疼愛典子，遇到與典子相關的事情時會變得非常認真。一開始比典子大9歲，後來設定改成差12歲，現在22歲。
爺爺
典子的祖父，與妻子一同前往美國旅行。送給典子高級（exclusive）貓耳組合以備不時之需。

### 4年3班
榛名 早苗
典子就讀班級的班導，24歲。個性慢半拍，加上天然呆的性格，學生都叫他「小早」。慢半拍的程度非常驚人，春天時會展開讓周圍的人們陷入睡眠狀態的「早苗時空」。下班後常和青梅竹馬一起行動，因此也常到蓼科家拜訪。
戶隱 美香
典子的同學，認識很久的朋友。總是維持在冷靜狀態，不會積極介入麻煩事中，而是在一旁等待麻煩結束。給人普通女孩子的印象，卻有克蘇魯神話與獵奇黑暗話題等怪異興趣。父親為上班族，母親經營茶館。
霧島·Tiltowaito·櫻
典子的同學，混血兒，以前住在國外。平時大家都叫他「小T」，幾乎沒有人記得她的本名。日語流利，不過常用古老遊戲與動畫的梗，時常突然講出意料之外的話而嚇到周圍的人。怪異的行徑廣為人知，在街上有貼標語提醒大家注意她的出沒。身體能力高強，踢出去的球可以在空中轉兩個彎，打雪仗時能同時投擲數根冰柱或用雪球製造彈幕，能夠做出超越人類能力的行動。平時總是心情亢奮大聲說話，但發燒時會性格會變得溫馴，但感性還是不會改變。將來的夢想是成為高爾夫球員。
小久
典子的同學，身材高窕的女孩子。受到母親的影響而會在同人誌販售會進行角色扮演。是少數憧憬典子哥哥的人。
鳥海
典子的同學。喜歡深夜的魔法少女動畫，喜歡少女風味的東西。
穗高 滿
典子班上的班級委員。重度自戀狂，用自己的照片當做電腦桌面。

### 學校其他角色
伊吹老師
典子就讀小學的新任體育老師。基本上是溫柔可靠、具有常識的老師，不過在可愛的東西面前會陷入忘我狀態。被櫻取了「體育」、「淫獸」等綽號。
八高 千歲
6年1班的學生。城鎮排球俱樂部主將。
校長
典子就讀小學的校長。常帶著面具和寫著「校長」的領帶。

### 其他登場人物
陽子
繪本雜誌編輯，同時擔任泉的責任編輯。25歲。進入公司後就一直擔任泉的編輯，和泉與典子之間有著超過工作需要的信賴關係。和早苗是青梅竹馬，感情非常好。雖然個性強硬粗魯，但基本上是很會照顧別人的人，常常負責幫周圍的怪人打圓場。對公司出版的奇怪繪本沒有任何疑問，感性有點異常。因為髮型被櫻取了「螃蟹頭」這個綽號，後來髮型有些微改變。
爺爺
櫻的祖父，外國人。常因為猥褻發言被警察帶走。
和美
美香的表姐。在美香母親經營的茶館「Cafe de Psyche」打工。
模型店店員
典子哥哥常去的模型店「三號店」的女性店員。替店裡近了對戰車飛彈等怪東西。
傑特拉帝軍
典子等人撿到的棄貓。主食為早苗。

## 出版書籍
| 冊數 | 芳文社         | 芳文社                 |
| 冊數 | 發售日期       | ISBN                   |
| ---- | -------------- | ---------------------- |
| 1    | 2006年10月27日 | ISBN 978-4-8322-7600-0 |
| 2    | 2007年11月27日 | ISBN 978-4-8322-7665-9 |
| 3    | 2009年7月27日  | ISBN 978-4-8322-7825-7 |
| 4    | 2011年2月26日  | ISBN 978-4-8322-7998-8 |
| 5    | 2012年12月26日 | ISBN 978-4-8322-4241-8 |
| 6    | 2014年7月26日  | ISBN 978-4-8322-4463-4 |
| 7    | 2015年12月26日 | ISBN 978-4-8322-4647-8 |